# Ренникс, Джастин
Джастин Джерард Ренникс (англ. Justin Gerard Rennicks; род. 20 марта 1999, Беверли, Массачусетс, США) — американский футболист, нападающий клуба «Оулу».

## Ранние годы
Джастин родился в семье Эдварда и Дианы Ренниксов. У него есть брат Джеймс. В детстве он занимался бейсболом и баскетболом, позднее стал играть в футбол. В 2012 году Ренникс поступил в академию клуба «Нью-Инглэнд Революшн». Он считался одним из самых перспективных её воспитанников, сыграл за различные молодёжные команды клуба свыше ста матчей, забил 38 голов и отдал 25 голевых передач. Дважды, в 2014 и 2015 годах, признавался лучшим игроком года в академии, в 2013 году признан лучшим игроком команды до 14 лет. Ренникс был отстранён от занятий в академии на весенний семестр 2017 года из-за того, что без разрешения клуба зимой тренировался с командой немецкой Бундеслиги «Айнтрахт» Франкфурт.
В 2017 году Ренникс поступил в Индианский университет в Блумингтоне, где стал игроком студенческой футбольной команды «Индиана Хузерс». В свой первый сезон он мало играл из-за травмы, провёл всего девять матчей, в каждом из которых выходил на замену, отметился одной голевой передачей. В сезоне 2018 года он был уже основным игроком команды, в 20 матчах выходил в стартовом составе, забил шесть голов и отдал шесть голевых передач. По итогам сезона был включён в символические сборные конференции Big Ten, северного региона и Кубка колледжей. В летнее межсезонье 2017 и 2018 годов Ренникс играл за клуб «Бостон Болтс» в полупрофессиональной лиге PDL.

## Клубная карьера
18 января 2019 года Ренникс заключил контракт с клубом MLS «Нью-Инглэнд Революшн» как доморощенный игрок. Он стал шестым воспитанником клуба, заключившим с ним профессиональный контракт. Его профессиональный дебют состоялся 9 марта в матче против «Коламбус Крю», в котором он вышел на замену в перерыве между таймами. 19 июня в матче Открытого кубка США против «Орландо Сити» он забил свой первый гол в профессиональной карьере.
1 августа 2019 года Ренникс был отдан в аренду клубу Чемпионшипа ЮСЛ «Норт Каролина» на оставшуюся часть сезона с правом отзыва в любое время. За «Норт Каролину» он дебютировал 3 августа в матче против «Инди Илевен», выйдя на замену в концовке.
9 апреля 2022 года в матче «Нью-Инглэнд Революшн» против «Интер Майами» он забил свой первый гол в MLS. По окончании сезона 2023 срок контракта Ренникса с «Нью-Инглэнд Революшн» истёк.
7 декабря 2023 года Ренникс подписал контракт с клубом чемпионата Финляндии «Оулу» на сезон 2024 с опцией продления на сезон 2025. За «Оулу» он дебютировал 27 января 2024 года в матче Кубка финской лиги против «Хаки».

## Международная карьера
Ренникс играл за сборную США среди игроков до 16 лет. В 2017 году он выступал за сборную США среди юношей до 18 лет. В её составе он стал победителем проходившего в Чехии 23-го Международного турнира имени Вацлава Ежека, также принимал участие в соревнованиях в Словакии и Португалии.
В ноябре 2018 года в составе сборной США среди игроков до 20 лет Ренникс стал победителем чемпионата КОНКАКАФ среди молодёжных команд. На турнире он сыграл в восьми матчах: против команд Пуэрто-Рико, Америнских Виргинских Островов, Сент-Винсента и Гренадин, Тринидада и Тобаго, Суринама, Мексики, Гондураса и Коста-Рики. В поединках против виргинцев, суринамцев и пуэрториканцев Джастин забил четыре мяча, также отдал на турнире шесть голевых передач.
В 2019 году Ренникс принимал участие в молодёжном чемпионате мира.

## Достижения
Командные
 «Нью-Инглэнд Революшн»
- Победитель регулярного чемпионата MLS: 2021

 сборная США до 20 лет
- Чемпион КОНКАКАФ среди молодёжных команд: 2018